# Heimir Hallgrímsson
Heimir Hallgrímsson (Islas Vestman, Islandia, 10 de junio de 1967) es un entrenador de fútbol y odontólogo islandés. Actualmente dirige a la selección de Irlanda.

## Carrera como jugador
Como jugador, Heimir comenzó a jugar en el ÍBV de su ciudad local, Vestmannaeyjar, en 1986. Jugó con ellos hasta 1996, excepto en la temporada de 1993, en la que jugó en el Höttur mientras dirigía al equipo femenino. Desde 1996 hasta 2007 jugó fútbol de ligas inferiores con otro club de Vestmannaeyjar, de 1996 a 1997 jugó con Smástund y desde 1998 con KFS, el equipo fusionado de Smástund y otro equipo de ligas inferiores de Vestmannaeyjar llamado Framherjar. De 2002 a 2007 sus apariciones fueron esporádicas. A lo largo de su carrera como jugador, también se desempeñó como dentista de su pueblo natal, e incluso después de tomar el mando exclusivo de la selección nacional de Islandia después de la Eurocopa 2016.
En el verano de 2016, cuidó de una jugadora a la que le habían sacado un diente en un partido femenino local al que asistía, saltó al campo mientras la jugadora estaba inconsciente y volvió a colocar el diente en su lugar, y luego hizo personalmente los trámites necesarios para la reparación dental en un consultorio dental cercano.

## Carrera como entrenador

### Club
En 1993, mientras jugaba con la selección absoluta masculina, Höttur, fue entrenador de su equipo femenino. Trabajando como dentista en Vestmannaeyjar, comenzó a entrenar al primer equipo femenino del ÍBV, guiándolos hacia la parte superior de la Premier League femenina islandesa, ganando lugares en la tabla de cada año. En 2002 fue contratado como asistente del entrenador para el equipo masculino del ÍBV, siendo su entrenador durante los últimos partidos de la temporada después de que el entrenador fuera despedido. En 2003 de nuevo se hizo cargo del equipo femenino, que consiguió dos segundos puestos en la liga y dos finales de copa; con el ÍBV ganó la segunda en 2004. A continuación no logró tener club en 2005, pero de nuevo se hizo cargo como entrenador del ÍBV masculino a mitad de temporada en 2006, y la dirección del equipo en los últimos 6 partidos, pero no evitó el descenso. Se mantuvo esta vez como director y consiguió el ascenso con el equipo en 2008. Terminó décimo de 12 en la primera división en 2009 antes de lograr dos terceros puestos en 2011.

### Islandia
El 14 de octubre de 2011, KSI anunció que habían designado a Heimir como segundo entrenador de la selección de fútbol de Islandia, ya que anunciaron que habían designado a Lars Lagerbäck como entrenador. Islandia se clasificó para la fase de play-off de la clasificación Mundial de 2014, sin embargo Islandia perdió allí contra Croacia. Poco después Heimir y Lagerbäck firmaron un nuevo contrato, esta vez como entrenadores conjuntos. Heimir se convirtió en el único entrenador tras la Eurocopa 2016, luego de que Lagerbäck se retirase.
Dirigiría en Rusia 2018 el primer mundial que ha jugado Islandia en su historia quedando en la posición número 28 de 32 posibles, quedando en último lugar del grupo D. Heimir renunció como entrenador el 17 de julio de 2018 luego de que Islandia no pudiera avanzar más allá de la fase de grupos, que fue la primera campaña del equipo en la Copa Mundial.

### Al-Arabi
El 10 de diciembre de 2018, Heimir fue contratado como entrenador del Al-Arabi de la Qatar Stars League. Su contrato era por 2 1⁄2 años, es decir, hasta junio de 2021.

### Jamaica
En septiembre de 2022, la Federación de Fútbol de Jamaica anunció a Hallgrímsson como el nuevo entrenador de la selección nacional de fútbol de Jamaica.El 30 de junio de 2024, presentó su renuncia al cargo luego de la eliminación en la Copa América 2024.

### Irlanda
El 10 de julio de 2024, fue oficializado como entrenador de la selección de Irlanda.

## Clubes

### Como jugador
| Club              | País     | Año       |
| ----------------- | -------- | --------- |
| ÍBV Vestmannæyjar | Islandia | 1986-1992 |
| Höttur            | Islandia | 1993      |
| ÍBV Vestmannæyjar | Islandia | 1994-1996 |
| Smástund          | Islandia | 1996-1997 |
| KFS               | Islandia | 1998      |

### Como asistente
| Club               | País     | Año       |
| ------------------ | -------- | --------- |
| Selección absoluta | Islandia | 2011-2013 |

### Como entrenador
| Club                  | País     | Año           | PJ  | PG | PE | PP | Rendimiento |
| --------------------- | -------- | ------------- | --- | -- | -- | -- | ----------- |
| ÍBV Vestmannæyjar     | Islandia | 1999-2011     | 73  | 33 | 13 | 27 | 51.15%      |
| Selección de Islandia | Islandia | 2013-2018     | 57  | 23 | 14 | 20 | 48.54%      |
| Al-Arabi SC           | Catar    | 2018-2021     | 63  | 24 | 15 | 24 | 46.03%      |
| Selección de Jamaica  | Jamaica  | 2022-2024     | 27  | 10 | 7  | 10 | 45.68%      |
| Selección de Irlanda  | Irlanda  | 2024-presente |     |    |    |    |             |
| Total                 | Total    | Total         | 220 | 90 | 49 | 81 | 48.33%      |